# Robert Horstink
Robert Horstink (Voorst, 26 dicembre 1981) è un ex pallavolista olandese.

## Palmarès

### Nazionale (competizioni minori)
- European League 2004